# Sabella grossa
Sabella grossa är en ringmaskart som beskrevs av Baird 1865. Sabella grossa ingår i släktet Sabella och familjen Sabellidae. Inga underarter finns listade i Catalogue of Life.